# Alexandra Wenk
Alexandra Wenk (Monaco di Baviera, 7 febbraio 1995) è una nuotatrice tedesca.
Nato a Monaco di Baviera da madre rumena e padre tedesco.

## Carriera
Specializzata nello stile libero e nelle staffette, ha vinto la medaglia d'oro nella staffetta 4x100m misti ai campionati europei di Debrecen 2012.

## Palmarès
- Mondiali

Kazan 2015: bronzo nella 4x100m misti mista.
- Europei

Debrecen 2012: oro nella 4x100m misti.
- Europei in vasca corta

Netanya 2015: bronzo nei 100m farfalla.
- Mondiali giovanili

Lima 2011: bronzo nei 100m farfalla.
- Europei giovanili

Helsinki 2010: oro nella 4x100m sl e nella 4x100m misti.
Belgrado 2011: oro nei 100m farfalla.